# Yerma
Yerma (1934) és una obra teatral popular que desenvolupa una tragèdia d'ambient rural. Està dividida en tres actes de dos cuadres cada un. És una de les tres obres de teatre que formen part de la "trilogia lorquiana", junt amb La casa de Bernarda Alba (1936) i Bodas de sangre (1933).
Escrita per Federico García Lorca (1898-1936), narra la història d'una camperola de nom Yerma, frustrada per no poder engendrar fills amb el seu home, Juan. L'obra "explora el conflicte intern d'una dona casada que anhela i busca infructuosament ser mare, per sentir-se una dona completa. La tragèdia de la protagonista és anunciada pel seu nom i materialitzada per la possible esterilitat de la seva parella. Juan, el seu espòs, no pot ni vol engendrar fills. El fet que Yerma mati al seu home, per impotència, fa oficial la seva realitat i tragèdia. Les seves conviccions morals no li permetien tenir fills amb altres homes que no fossin el seu marit. Irònicament, l'acció de Yerma és una resposta radical i tradicionalista al mateix temps." El tema principal és instint vers la repressió, ja que Yerma lluita perquè el seu instint li diu que ha de ser mare, però no ho aconsegueix, i per això acaba odiant-se. D'una banda, a través d'un gest radical, s'allibera de l'esterilitat de Juan però no de la seva tragèdia personal. De l'altra, la determinació de Yerma de matar Juan obeeix en part al seu desig de complir una funció imposada per la societat; vol tenir fills com les dones casades que viuen al seu voltant.
Conscient de l'èxit del drama rural poètic, Lorca elabora aquestes tragèdies basant-se en una conjugació de mite, poesia i substància real, tractant de retratar a una dona a la vegada oprimida i alliberadora de si mateixa.

## Simbologia

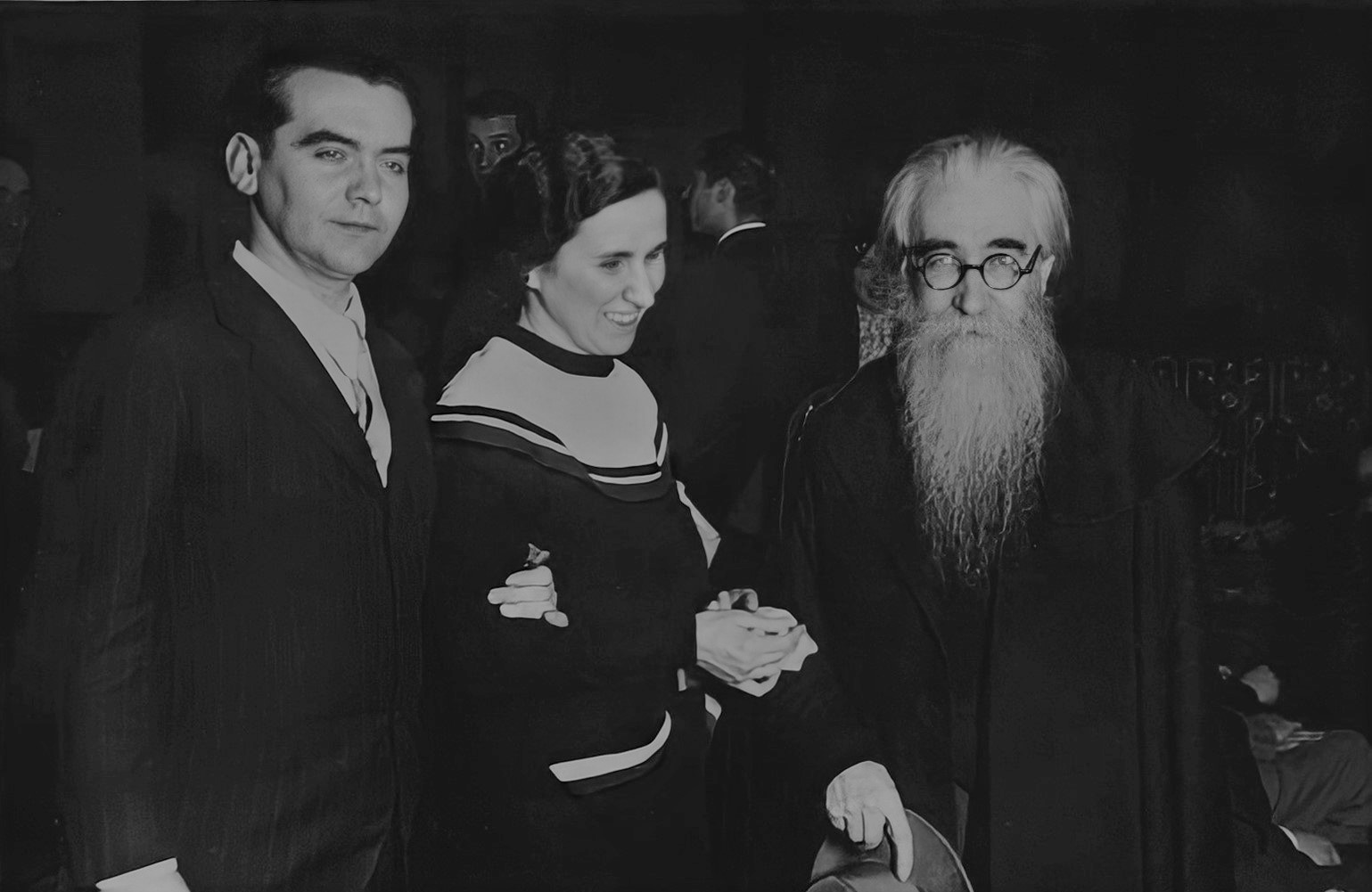
Madrid, 1934.

Lorca utilitza una àmplia sèrie de símbols com a recursos per marcar els sentiments o les situacions dels distints personatges al llarg de l'obra (tant en Yerma com en d'altres moltes). Alguns d'aquests són: la imatge i citació de l'aigua de la pluja o la font, que representa la fecunditat; l'aigua corrent i la llet, que és l'esperança que té la dona de quedar embarassada;les flors (sobretot la rosa), que són l'alegria davant la maternitat; en canvi, la roca, la sequedat, la sorra y les ombres simbolitzen l'esterilitat i així com el mur, que representa l'impediment.

## Filmografia
En la pel·lícula Muerte en Granada (Marcos Zurinaga, 1996),que es basa en l'obra La repressió nacionalista de Granada en 1936 i la mort de Federico García Lorca (Ian Gibson, 1971) s'introdueix l'estrena de l'obra en Madrid com a base de tota la trama de la història.